# فيكتور مونغيل
فيكتور مونغيل أديفا (21 يوليو 1992) هو لاعب كرة قدم إسباني، يلعب في مركز قلب الدفاع لنادي كيرلا بلاستيرز.

## روابط خارجية
- فيكتور مونغيل على موقع الاتحاد الأوربي (الإنجليزية)
- فيكتور مونغيل على موقع قاعدة بيانات كرة القدم.إي يو (الإنجليزية)
- فيكتور مونغيل على موقع Soccerway.com (الإنجليزية)
- فيكتور مونغيل على موقع AS.com (الإسبانية)